# Idioma chamorro
El idioma chamorro (autoglotónimo: chamoru) es la lengua hablada en la isla de Guam y en las islas Marianas del Norte donde comparte la oficialidad con el inglés. En algunos hogares en las Carolinas, sobre todo en Yap y Ponapé, también se sigue utilizando y está oficialmente reconocido. Estas islas de Oceanía estuvieron vinculadas a España desde 1521 a 1898-1899. También usan la lengua, en los Estados Unidos, algunos inmigrantes y descendientes de estos. Es una lengua malayo-polinesia, de la familia austronesia, y tiene muchas influencias del español, habiendo llegado a considerarse que el chamorro hablado a finales del siglo XIX era un criollo de base española.
Es una lengua aglutinante, permitiendo que las raíces sean modificadas por un número ilimitado de afijos. Por ejemplo, manmasanganenñaihon "(plural) hablar un rato (con/a)" viene del prefijo de plural man-, el intensificador de pasado ma-, la raíz verbal sangan, el sufijo i "a, hacia" (que en este caso cambia su timbre a e) con la consonante añadida n y el sufijo ñaihon "una pequeña cantidad de tiempo". Así pues "In manmasanganenñaihon gui'" significa "Le estuvimos hablando un rato".
Al igual que el español también tiene en su alfabeto la letra ñ y gran cantidad de vocabulario procedente del español (aproximadamente el 50 % de las raíces de las palabras). Sin embargo, algunos autores consideran que esto no lo convierte en un criollo del español, ya que el chamorro suele usar los préstamos al estilo micronesio (por ejemplo: bumobola, "jugar con la bola o pelota" con el infijo verbalizante -um- y la reduplicación de la primera sílaba de la raíz). 
Aproximadamente hay unos 50 000 hablantes de chamorro a lo largo de Guam, Saipán, Tinián, Rota, Yap, Ponapé y otras partes de Estados Unidos.
Las lenguas más cercanamente emparentadas con el chamorro se encuentran en las Filipinas, si bien algunos lingüistas consideran al chamorro como una lengua aislada dentro de la familia malayo-polinesia.
El número de hablantes de chamorro ha caído en los años recientes, y por lo general, entre los jóvenes muestra cada vez más influencia del inglés, y tienden a mezclar chamorro e inglés en la conversación. En Guam (llamado Guåhan por los hablantes de chamorro) el número de hablantes nativos ha disminuido desde la última década, mientras que, en las Marianas del Norte, los jóvenes todavía hablan el idioma con fluidez.

## El chamorro comoespañol criollo
Rafael Rodríguez-Ponga considera al chamorro un español-austronesio o una lengua mixta hispano-austronesia o, al menos, una lengua que ha surgido de un proceso de contacto y de criollización en la isla de Guam, ya que el chamorro moderno no está sólo influido en vocabulario, sino que tiene en su gramática numerosos elementos de origen español: verbos, artículos, preposiciones, numerales, conjunciones, etc.
Ese proceso, que comenzó en el siglo XVII y terminó a principios del siglo XX, significó un cambio profundo desde el chamorro antiguo (paleo-chamorro) hasta el chamorro moderno (neo-chamorro), en su gramática, fonología y léxico.
Por su parte, el lingüista Donald M. Topping, en el libro de texto Chamorro Reference Grammar, dice que aunque ha habido una entrada masiva de préstamos del español e incluso influencia del español en el sistema de sonidos del chamorro, la influencia es lingüísticamente superficial, sin apenas efectos en la gramática.

## Chamori, chamorro y chamoru
La sociedad precolonial en las islas Marianas se basó en el sistema de castas, "Chamori" fue el nombre de la casta gobernante.
Después de que España anexionara y conquistara las islas Marianas, el sistema de castas finalmente se extinguió durante el dominio español, entonces los españoles comenzaron a referirse hacia los autóctonos con el exónimo chamorro. El nombre chamoru es un endónimo derivado de la pronunciación nativa del mismo exónimo hispano.
Algunas personas postulan que la definición española de "chamorro" desempeñó un papel importante al ser usada para referirse a los habitantes del archipiélago. Además de que Chamorro es un apellido de origen español, más específicamente castellano, que según algunas fuentes significa "el de la cabeza esquilada", además de ser utilizado como apodo para los portugueses, los cuales tenían la costumbre de raparse. Otras fuentes argumentan que el significado es "echar moros" este pronunciado rápidamente sonaría como chamorro. De acuerdo con esto, el término chamorro pudo haber sido utilizado para designar a los habitantes de estas islas ya que Circa, un misionario católico informó que los hombres usaban un estilo deportivo en el cual rapaban su cabeza. Este estilo ha sido incluso retratado en "caricaturas" modernas que intentan ridiculizar a los chamorros de antaño. Sin embargo, las primeras descripciones europeas acerca de la apariencia física de los "chamorros" en los años 1520-1530 informa que ambos sexos tenían una larga cabellera, que llegaba incluso más abajo de su cintura. Otra descripción, hecha cerca de 50 años después, informaba que los nativos de ese tiempo ataban su cabello con uno o dos nudos.

## Alfabeto
' (oclusiva glotal), A, Å, B, Ch, D, E, F, G, H, I, K, L, M, N, Ñ, Ng, O, P, R, S, T, U, Y
Nótese que la letra Y se suele pronunciar más bien como 'dz' (aproximación a una pronunciación regional de la "y" o la "ll", cuyos sonidos no existen en chamorro), así como tampoco se suele diferenciar la N de la Ñ. Así pues el topónimo Yona se pronuncia 'dzo-nia', no 'yo-na' que sería lo esperado. Nótese además que el sonido de la CH se asemeja más a 'ts' que a 'tsh' y que A y Å frecuentemente no se diferencian en chamorro escrito, escribiéndose ambas como 'A', aunque la escritura cuidada en los libros de texto o en las publicaciones oficiales sí se cuida de diferenciarlas.

## Expresiones básicas en chamorro
| Håfa Adai           | Hola             |
| Saludu              | saludos          |
| Håfa tatatmanu hao? | ¿cómo estas?     |
| Håyi na'ån-mu?      | ¿Cómo te llamas? |
| Si Juan yo'         | Yo soy Juan      |
| Ñålang yo'          | Yo tengo hambre' |
| Amigu               | Amigo            |
| Buena suette        | Buena suerte     |
| Kuanto baliña?      | ¿Cuánto vale?    |

| Adios                   | adiós                 |
| Felis Kumpliañus        | Feliz Cumpleaños      |
| Maolek na Ha'åni        | Buenos días           |
| Buenas Dihas            | Buenos días           |
| Maolek na Talo'åni      | Buenas tardes         |
| Buenas Tåtdes           | Buenas tardes         |
| Maolek na Puenge        | Buenas noches         |
| Buenas Noches           | Buenas noches         |
| Manu na gagie i kemmon? | ¿Dónde está el baño?' |

| Asta otru diha                 | Hasta otro día            |
| Asta agupa'                    | Hasta mañana              |
| Si Yu'us ma'åse' / Mit Gråsias | Gracias                   |
| Buen probecho, Tåya' Guaha     | De nada, no hay de qué    |
| Hu Guaiya Hao                  | Te quiero                 |
| Guåhan/Guajan                  | Guaján, Guam              |
| Felis Nabidat yan Añu Nuebu    | Feliz Navidad y Año Nuevo |
| Plasan Batkon Aire             | Aeropuerto                |

## Numerales
El chamorro actual utiliza todo el sistema numeral tomado del español.
- 1-10: Unu, dos, tres, kuåtro, sinko, sais, siete, ocho, nuebi, dies
- 11-19: onse, dose, trese, katotse, kinse, diesisáis, diesisiete, diesiocho, disinuebi
- 20-90: beinti (benti), treinta (trenta), kuarenta, sinkuenta, sisenta, sitenta, ochenta, nobenta
- 100-900: sien(to), dos sientos, tres sientos, kuåtro sientos, kinientos, sais sientos... nobesientos (nuebe sientos)
- 1000-9000: mit, dos mit, tres mit...
- > 1 000 000: un miyón, dos miyón, tres miyón...

Sin embargo, es frecuente en la conversación espontánea que los chamorros usen numerales en inglés cuando cuentan dólares.